# تسولاک یقیشیان
تسولاک یقیشیان (ارمنی: Ցոլակ Եղիշյան؛ زادهٔ ۸ دسامبر ۱۹۷۰) یک کشتی‌گیر در رشته فرنگی اهل ارمنستان است.
یقیشیان نماینده ارمنستان در بازی‌های المپیک تابستانی ۱۹۹۶ در وزن ۶۶ کیلوگرم کشتی فرنگی مردان بود.